# Eduardo Melo
Eduardo Wanderley Melo (São Paulo, 6 de março de 1997) é um ator brasileiro. Ficou conhecido por interpretar Vitor em Malhação Casa Cheia (2013) e Paulinho no filme De Pernas pro Ar 2 (2012) e De Pernas pro Ar 3 (2019).

## Carreira
No cinema atuou no curta metragem de Daniel Ribeiro Café com Leite (2006), como Lucas; no filme Pimenta (2009) e no filme Cegueiras. Em dezembro de 2006 participou do especial da Rede Globo, Por Toda Minha Vida em homenagem a Elis Regina. Na televisão fez a sua primeira novela da Rede Globo, A Favorita de João Emanuel Carneiro, como Domenico em 2008. No teatro, fez sua estreia na peça Alice no País das Maravilhas como Coelho Branco. Eduardo também estrelou comerciais das empresas O Boticário, Mabel, Claro, Avon, Caixa e Pajero (Mitsubishi). Em outubro 2008 venceu o quadro Dança das Crianças do Domingão do Faustão na Rede Globo.
Em julho de 2011 fez uma participação na segunda versão novela O Astro, exibida pela Rede Globo. Na novela, Eduardo interpretou Alan, filho de Herculano Quintanilha, interpretado por Rodrigo Lombardi. Em 2014 Eduardo passou a estrelar o musical Meninos e Meninas, que estreou dia 21 de junho de 2014. Ficou 1 ano em cartaz no Teatro das Artes, na Gávea, Rio de Janeiro. Em 30 de outubro de 2015 iniciou, no Rio de Janeiro, a turnê com a peça-série Na Pista, que ainda visitou as cidades de Balneário Camboriú, Florianópolis e Curitiba. Lior na novela O Rico e Lázaro na Record tv

## Filmografia

### Televisão
| Ano  | Título                    | Personagem                     | Notas                                 |
| ---- | ------------------------- | ------------------------------ | ------------------------------------- |
| 2006 | Por Toda a Minha Vida     | João Marcelo Bôscoli           | Episódio: "Elis Regina"               |
| 2008 | A Favorita                | Domênico Copola Monteiro       |                                       |
| 2008 | Dança das Crianças        | Participante                   | Temporada 2                           |
| 2010 | Os Caras de Pau           | Pedro                          | Episódio: "30 de julho"               |
| 2011 | O Astro                   | Alan                           | Episódio: "12 de julho"               |
| 2013 | As Canalhas               | Thiago                         | Episódio: "Irmã Angélica"             |
| 2013 | José do Egito             | Benjamin                       |                                       |
| 2013 | Malhação                  | Vitor Vieira                   | Temporada 21                          |
| 2014 | Os Homens São de Marte... | Daniel                         |                                       |
| 2015 | I Love Paraisópolis       | Joaquim Bezerra Antunes        |                                       |
| 2017 | Sem Volta                 | Carlos Bittencourt (Carlinhos) |                                       |
| 2017 | O Rico e Lázaro           | Lior                           |                                       |
| 2017 | Filhos da Pátria          | Aristides Albuquerque          | Episódio: "19 de setembro"            |
| 2018 | Deus Salve o Rei          | Afonso de Monferrato (jovem)   | Episódio: "9 de janeiro"              |
| 2021 | O Dono do Lar             | Henrique                       | Episódio: "Um pretendente indesejado" |

### Cinema
| Ano  | Título                              | Personagem                | Notas          |
| ---- | ----------------------------------- | ------------------------- | -------------- |
| 2007 | Café com Leite                      | Lucas                     | Curta-metragem |
| 2010 | Pimenta                             | Tinho                     | Curta-metragem |
| 2012 | De Pernas pro Ar 2                  | Paulo Segretto (Paulinho) |                |
| 2014 | Confissões de Adolescente           | Lucas (jovem)             |                |
| 2015 | Depois de Tudo                      | Guilherme                 |                |
| 2016 | Correndo Atrás                      | Gabriel                   |                |
| 2017 | Polícia Federal: A Lei é para Todos | Fillipo Moro              |                |
| 2018 | De Pernas pro Ar 3                  | Paulo Segretto (Paulinho) |                |
| 2020 | Sergio                              | Laurent                   |                |
| 2021 | Charlotty                           | Jhonatta                  | Curta-metragem |
| 2022 | Alaranjou                           | Pedro                     | Curta-metragem |
| 2022 | Por Todo Canto                      |                           | Curta-metragem |

## Teatro
| Ano  | Título                       | Personagem     |
| ---- | ---------------------------- | -------------- |
| 2010 | Alice no País das Maravilhas | Coelho Branco  |
| 2010 | A Pequena Sereia             | Linguado       |
| 2012 | Peter Pan                    | João           |
| 2014 | Meninos e Meninas            |                |
| 2014 | #sejoga                      | Ele mesmo      |
| 2015 | Na pista                     | Vini           |
| 2016 | Eles Só Queriam Se Apaixonar | Zézinho        |
| 2019 | Perfume de Mulher            | Ciccio         |
| 2022 | Grease, O Musical            | Doody          |
| 2023 | Agora Vai!                   | Pedro Henrique |

## Premios e Indicações
- Vencedor do Troféu Menina de Ouro de Melhor Ator no 1° Festival Paulínia de Cinema[4]
- Vencedor do Prêmio de Revelação no II For Rainbow[5]
- Vencedor do Prêmio Contigo! 2008 como melhor ator infantil[6]
- Vencedor do Prêmio Extra de Televisão 2008 como melhor ator/atriz mirim[7]
- Indicado ao prêmio Melhores do Ano 2008 do Domingão do Faustão - ator/atriz mirim (2° colocado)
- Vencedor do Prêmio de melhor ator do Festival de Fortaleza